# جامعة أوساكا
جامعة أوساكا (باليابانية: 大阪大学 The University of Osaka
) وهي جامعة حكومية تقع في مدينة أوساكا في اليابان، تأسست في سنة 1724 وتعتبر سادس أقدم جامعة في اليابان ويدرس فيها حوالي 25 ألف طالب، من أبرز خريجيها يوكاوا هيديكي الحائز على نوبل في الفيزياء في سنة 1949.